# Pas (oblačilo)
Pas je podolgovat kos blaga ali usnja, ki se se nosi okoli pasu. Lahko ima funkcijo pritrjevanja drugega kosa oblačil (predvsem hlač), ali pa je samo modni dodatek.